# نرم‌افزار سازمانی
نرم‌افزار سازمانی (به انگلیسی: Enterprise software) که به صورت نرم‌افزار کاربردی سازمانی(EAS) نیز نامیده می‌شود، نرم‌افزار رایانه‌ایی است که در سازمانهایی مانند شرکت‌های تجاری یا دولت مورد استفاده قرار می‌گیرد. درست برعکس نرم‌افزار انتخابی توسط یک شخص برای اهداف شخصی.(برای مثال نرم‌افزار خرده‌فروشی ). نرم‌افزار سازمانی جزوی از یک سیستم اطلاعاتی رایانه‌ای و مجهز به نرم‌افزاری برای تولید پایگاه‌های وب است.
خدمات نرم‌افزارهای سازمانی معمولاً منجر به ابزارهایی حول محور تجارت می‌شود، مانند فرایندهای خرید یا پرداخت برخط، کاتالوگ‌های محصولات به صورت فعال، سیستم‌های صورت‌حساب خودکار، امنیتی، مدیریت محتوا، مدیریت خدمات فناوری‌اطلاعات، مدیریت رابطه با مشتریان، طرح‌ریز منابع، نجارت هوشمند، مدیریت اچ‌آر، تولید، برنامه‌های یکپارچه و اتوماسیون فرم

## تعریف
هیچ تعریف جامعی که بتواندهمه ویژگی‌های نرم‌افزارهای سازمانی را پوشش دهد وجود ندارد.  این بخش به خلاصه‌ایی از چندین تعریف از چند منبع متفاوت می‌پردازد.
نرم‌افزار سازمانی مجموعه‌ای از برنامه‌های رایانه‌ای را توصیف می‌کند که دارای ویژگی تجاری مشترکی هستند؛ ابزارهایی برای مدلسازی چگونگی کارکرد یک سازمان و نیز ابزارهای توسعه‌ایی برای ساخت برنامه‌هایی بی‌همتا برای آن سازمان. این نرم‌افزار به حل مشکلات سازمانی می‌پردازد(به جای مشکلات دپارتمانی). همچنین این نرم‌افزارها با استفاده از معماری نرم‌افزار سازمانی نوشته می‌شوند. نرم‌افزارهای سطح سازمانی با هدف پیشرفت و بهبود محصولات سازمانی برای پشتیبانی مطنقی از کارهاست.
کاپترا نرم‌افزار سازمانی را در موضوعات زیر تعریف نموده‌است:
- «کارکرد نرم‌افزارهای سازمانی عبارت از نمایش، دستکاری، و ذخیره انبوه داده‌های معمولاً پیچیده، و همچنین پشتیبانی و خودکارسازی فرایندهای تجاری با آن داده هاست.»[۶]
- اهداف شامل هر سازمانی اعمم از شرکت‌ها، مشارکت، مالکیت انحصاری، غیر انتفاعی، سازمان‌های دولتی هستند. ولی مشتریان هدف مستقیم این برنامه‌ها نیستند.
- اهداف شامل هر صنعتی می‌باشد.
- اهداف هم شامل سازمان‌های بزرگ و هم کوچک هستند؛ از شرکت‌های حاضر در فهرست «فورچون ۵۰۰» گرفته تا شرکت‌های «مادر و پدر».
- شامل مواردی چون کارکرد خاص نیز هستند(مانند حسابداری، سلامتی و بهداشت، حمایت از حلقه‌های تولید و مانند آن‌ها). همچنین مسایل صنعتی (شرکت‌های تولیدی، خرده‌فروشی، مراقبت بهداشتی و مانند آن‌ها).

براساس هزینهٔ ساخت یا فروش، نرم‌افزارهای اختصاصی که به صورت غیر آزاد یا پولی هستند. از این رو تنها سازمانی‌های بسیار بزرگ قادرند تا کل تجارتشان را با استفاده از نرم‌افزارِ سازمانی مدلسازی نمایند. 
از آنجا سازمانی‌های تجاری دارای ساختار و دپارتمان‌های مشابه هستند، برنامه‌های سازمانی اغلب به صورت مجموعه‌ای از برنامه‌هاست. این برنامه‌ها که با استفاده از ابزارهای توسعه، سازمانی را به یکدیگر الصاق نموده تا برنامه را برای آن سازمان خاص اختصاصی نمایند. این ابزارهای پیچیدهٔ برنامه‌ریزی عموماً پیچیده هستند و نیازمند توانایی‌های خاصی افراد در برنامه‌ریزی با آن‌ها می‌باشد. بنابراین یکی از ویژگی‌های برنامه‌ریزان این نرم‌افزارها، داشتن آگاهی دربارهٔ بخشی خاصی از ابزارهای توسعه است. مثلاً باید یکی از «توسعه‌گران SAP باشد.»
ویژگی نرم‌افزارهای سازمانی عبارتند از کارایی، مقیاس‌پذیری و استحکام. نرم‌افزارهای سازمانی، معمولاً دارای رابط‌هایی برای سایر نرم‌افزارهای سازمانی هستند(برای مثال ارتباط «دپارتمان پلیس لس‌آنجلس» به دایرکتوری خدمات). مدیریت متمرکز (وجود یک صفحهٔ مدیریت برای مثال) از دیگر ویژگی‌های این نرم‌افزارهاست.

### نرم‌افزارهای کاربردی سازمانی
نرم‌افزارهای سازمانی در طیف وسیعی از سازمان‌ها و صنایع مورد استفاده قرار می‌گیرند. این نرم‌افزارها معمولاً برای یکپارچه‌سازی فرایندهای داخلی، کاهش هزینه‌ها، افزایش بهره‌ وری و بهبود مدیریت اطلاعات طراحی شده‌اند. از جمله کاربردهای رایج می‌توان به موارد زیر اشاره نمود:
- مدیریت منابع انسانی (HRM): ثبت و پیگیری اطلاعات پرسنلی، زمان‌بندی حضور و غیاب، ارزیابی عملکرد و پرداخت حقوق
- برنامه‌ریزی منابع سازمانی (ERP): مدیریت یکپارچه‌ی فرایندهای تولید، انبار، خرید، فروش و حسابداری
- مدیریت ارتباط با مشتریان (CRM): ذخیره‌سازی و تحلیل اطلاعات مشتریان، خودکارسازی فعالیت‌های بازاریابی و بهبود تجربه‌ی مشتری
- اتوماسیون اداری: گردش مکاتبات، مدیریت جلسات، مدیریت اسناد و فرم‌های الکترونیکی
- مدیریت پروژه: زمان‌بندی فعالیت‌ها، تخصیص منابع، ردیابی پیشرفت پروژه‌ها و مدیریت بودجه
- مدیریت زنجیره تأمین (SCM): برنامه‌ریزی تقاضا، تأمین مواد اولیه، لجستیک و هماهنگی با تأمین‌کنندگان

## گونه‌ها
- نرم‌افزارهای سازمانی که توسط گروه‌های فناوری اطلاعات شرکت‌ها طراحی و پیاده‌سازی می‌شوند.
- ممکن است از توسعه‌گران نرم‌افزارهای سازمانی خریداری شود، که آن‌ها باید نرم‌افزار را نصب و نگهداری نمایند. نصب و سفارشی‌سازی نمودن و نگهداری از این نرم‌افزارها نیز ممکن از به خارج از شرکت سپرده شود(برون سپاری).
- مدلی دیگر نیز وجود دارد که به نام نرم‌افزارهای درخواستی شهره هستند و با نام نرم‌افزار به عنوان خدمات (به انگلیسی: Software as a Service)نیز شناخته می‌شوند. مدل درخواستی از نرم‌افزارهای سازمانی براساس دسترسی وسیع به اینترنت امکان‌پذیر است. این نرم‌افزارهای خدماتی، نرم‌افزار سازمانی را بر روی سرورِ داخل شرکتِ خود قرار داده و به کاربران اجازهٔ دسترسی به آن‌ها را از طریق اینترنت را می‌دهند.

نرم‌افزارهای سازمانی معمولاً براساس کارهای تجاری که انجام می‌دهند دسته‌بندی می‌شوندمثل نرم‌افزارهای حسابداری یا اتوماسیون فروش نرم‌افزار. 

## توسعه‌گران
سازمان‌های بزرگی در توسعه و فروش نرم‌افزارهای سازمانی حضور دارند. از این میان می‌توان به سپ، کاد، آی‌بی‌ام، بی‌ام‌سی سافت‌ویر،اچ‌پی بخش نرم‌ازاری، ردوود سافت‌ویر، دوسی۴ سافت‌ویر، جی باس،مایکروسافت،آدوب سیستمز، اوراکل، فناوری این‌کوئست، دی‌ای تکنولوژی و ای‌اس‌جی سافت‌ویر سولوشن و در ایران به شرکت مهندسی تدکار نرم افزار ( نرم افزار لوتوس مدیریت سازمان) اشاره نمود. اگرچه هزارن شرکت دیگر نیز در این زمینه حضور دارند.